# Strzelanina na Uniwersytecie Iowa
Strzelanina na Uniwersytecie Iowa – strzelanina, która miała miejsce 1 listopada 1991 roku na Uniwersytecie Iowa w Iowa City w stanie Iowa w Stanach Zjednoczonych. Student chińskiego pochodzenia Gang Lu zastrzelił 3 członków personelu uniwersyteckiego, wiceprzewodniczącego departamentu spraw akademickich i studenta oraz ranił inną studentkę, po czym popełnił samobójstwo.

## Sprawca i motywy
Sprawca Gang Lu był studentem pochodzącym z Chin, który na Uniwersytecie Iowa zdobył stopień doktorski w dziedzinie fizyki i astronomii w maju 1991 roku; zaczynał karierę akademicką jako student na Uniwersytecie w Pekinie w Chinach, ojczystym kraju. Bywał opisywany zazwyczaj jako samotnik z poważnymi napadami furii, kiedy coś szło nie po jego myśli. Powodem ataku była złość sprawcy z powodu nieotrzymania przez niego nagrody za wypracowanie, które opublikował. W skład nagrody wchodziła kwota w wysokości 2500 dolarów. Sprawca upatrywał w tej nagrodzie szansę na pozostanie w USA i szukanie tam pracy i brak konieczności powrotu do Chin. Posiadał wysokie ambicje i wielokrotnie chwalił się innym studentom różnymi rzeczami o sobie.
Napastnik napisał 5 listów pożegnalnych, w których wyjaśniał jego motywy.

## Przebieg
W dniu ataku sprawca uczestniczył w spotkaniu jednej z grup personelu uniwersyteckiego i wyróżnionych studentów zajmujących się fizyką, która miała później wręczać studentom nagrody za wypracowania. Kilka minut po tym kiedy to spotkanie się rozpoczęło, Lu wyjął rewolwer i zastrzelił trzech uczestników spotkania, a następnie udał się na 2. piętro, szukając dalszych ofiar. Zastrzelił tam innego pracownika, a następnie otworzył ogień do studentów. Jedna studentka została ranna, a strzały trafiły w przechodzącą obok członkinię personelu, która zmarła następnego dnia w szpitalu w wyniku obrażeń. Ranna studentka została sparaliżowana od szyi w dół na resztę życia; sprawca następnie popełnił samobójstwo.